# Czegő Teréz
Czegő Teréz  (Bordos, 1947. április 17. –) Gobbi Hilda-díjas magyar színésznő, a Hevesi Sándor Színház örökös tagja.

## Élete és pályafutása
1947. április 17-én született Bordoson. Kilencen voltak testvérek, ikertestvére: Éva. 

„Négyéves koromig élt ott a család, majd Uzonban telepedtünk le. Itt jártam elemibe.”

Sepsiszentgyörgyön érettségizett 1965-ben. Marosvásárhelyen, a Szentgyörgyi István Színművészeti Főiskolán színésznőként diplomázott 1970-ben. Pályáját a Temesvári Állami Magyar Színházban kezdte. 

„...ott (Temesváron) ’81-ig voltam, amikor a férjem, dr. Bücher Helmuth (fogorvos, szájsebész) úgy gondolta, hogy menjünk el Németországba. Meghalt az apósom, anyósom - elment meglátogatni az öccsét Németországba, és kint maradt. Nem akartunk volna menni, ha nem lett volna az az őrület, a Ceausescu rendszer...a férjem szeptember 12-én meghalt." Visszatérve Temesvárra, ..."nem akartak visszavenni a színházba. Aztán a kollégák könyörögtek vissza az igazgatóságnál...és visszafogadtak, fele fizetéssel.”

 1985-ben házassága útján került Magyarországra. 1985-től a Békés Megyei Jókai Színházban játszott. 1988-tól  a zalaegerszegi Hevesi Sándor Színház művésze.

## Fontosabb színházi szerepei
- Eugene O’Neill: Boldogtalan hold... Josie
- Jean Racine: Britannicus... Agrippina
- George Bernard Shaw: Pygmalion... Eliza
- Heltai Jenő: A néma levente... Zilia
- Miroslav Krleža: A Glembay család... Castelli bárónő
- Anton Pavlovics Csehov: Ványa bácsi... Jelena Andrejevna; Marina, öreg dajka
- Alekszandr Nyikolajevics Osztrovszkij: Vihar... Katyerina
- Barta Lajos: Szerelem... Lujza
- William Shakespeare: Vízkereszt vagy amit akartok... Viola
- Carlo Goldoni: Terecske... Orsola
- Carlo Goldoni: A fogadósné... Ortensia
- Arthur Miller: A salemi boszorkányok... Elizabeth Proctor
- Molière: Tartuffe... Dorine
- Molière: Scapin furfangjai... Nérine
- Donato Gianotti: A vén szerelmes... Betta (Kőszegi Várszínház)
- Örkény István: Tóték... Gizi Gézáné (egy rossz hírű nő)(Kőszegi Várszínház)
- Ugo Betti: Bűntény a kecskeszigeten... Agata
- Tomcsa Sándor:  Műtét... Rucskáné
- Tamási Áron: Énekes madár... Köményné
- Tamási Áron: Csalóka szivárvány... Viola
- Sütő András: Anyám könnyű álmot igér... Anya
- Szabó Magda: Régimódi történet... Stillmungus Mária Margit
- Szabó Magda: Sziget-kék... Lavínia, Valentin nagynénje
- Szabó Magda: Abigél... Mimó néni, Vitay tábornok nővére
- Szép Ernő: Lila ákác... Mili, virágárusnő
- Szép Ernő: Vőlegény... Gyengusné (mozi-zongorista)
- Vörösmarty Mihály: Csongor és Tünde... Éj
- Csiky Gergely: Ingyenélők... Irén
- Csiky Gergely: Nagymama... Galambosné
- Szigligeti Ede: Liliomfi... Kányai szomszédasszonya; Kamilla kisasszony (nevelőnő)
- Móricz Zsigmond: Nem élhetek muzsikaszó nélkül... Málcsi néni
- Móricz Zsigmond – Kocsák Tibor – Miklós Tibor: Légy jó mindhalálig... Török néni
- Gárdonyi Géza: A lámpás... Boriska
- Nóti Károly – Zágon István – Eisemann Mihály: Hippolyt, a lakáj... Aranka
- Szirmai Albert – Bakonyi Károly – Gábor Andor: Mágnás Miska... Stefánia, Korláthy gróf felesége
- Victor Hugo – Tömöry Péter – Kemény Gábor: A notre-dame-i toronyőr... Aloise, Fleurs anyja
- Thomas Mann: Mario és a varázsló... Hölgy
- Illés Endre – Vas István: Trisztán... Volura, Izolda anyja
- Pozsgai Zsolt: Horatio... Parasztasszony
- Méhes György: 33 névtelen levél... Zsóka
- Robert Thomas: A hölgy fecseg és nyomoz... Clara Rocher
- Alekszandr Iszajevics Szolzsenyicin: A kopasz és a lágerkurva avagy /A munka köztársasága/... Granya Zübina, fogoly
- Mihail Afanaszjevics Bulgakov: Kutyaszív... Nagyasszony, szintén beteg, táskásszemű
- Giulio Scarnacci – Renzo Tarabusi: Kaviár és lencse... Helena Vietoris, nagyvilági hölgy
- Schönthan fivérek – Kellér Dezső – Horváth Jenő – Szenes Iván: A szabin nők elrablása... Retteginé, drámai szende
- Peter Shaffer: Equus... Dora Strang, Alan édesanyja
- Romhányi József – Fényes Szabolcs: Hamupipőke... Hétzsákné, kapzsi asszony
- Presser Gábor – Horváth Péter – Sztevanovity Dusán: Padlás... Mamóka
- Dale Wasserman – Mitch Leigh: La Mancha lovagja... Juanita, a fogadós felesége
- Edmond Rostand: Cyrano de Bergerac... A Duenna
- Kálmán Imre: Zsuzsi kisasszony... Irénke, az özvegy nővére, zászlóanya
- Hervé: Nebáncsvirág... Silvia, színésznő
- Georges Feydeau: A férj vadászni jár... Latour asszony
- Oscar Wilde: Bunbury... Lady Bracknell
- Nemes Nagy Ágnes – Pénzes Csaba – Hajdú Sándor: Bors néni... Bors néni
- Alan Jay Lerner: My Fair Lady... Mrs. Eynsford Hill
- Alan Alexander Milne: Micimackó... Kanga
- Heinrich Böll – Bereményi Géza: Katharina Blum elvesztett tisztessége... Else Woltersheim, Katharina keresztanyja
- Dobozy Imre: Tizedes meg a többiek... Erdészné
- Dobozy Imre – Ránki György – Garai Gábor – Vajda Anikó - Vajda Katalin: Villa Negra... Banyikné
- Ábrahám Pál – Szilágyi László – Kellér Dezső: 3:1 a szerelem javára... Melinda
- Lázár Ervin: A kisfiú meg az oroszlánok... Bruckner Szilvia Oroszlán, Nyugdíjas (Csak) Artista (Nem Mellesleg Szigfrid Felesége)
- Terrence Mc Nally – David Yazbek: Alul semmi... Molly Mcgregor, Malcolm Mcgregor anyja
- Madách Imre: Az ember tragédiája... Cigányasszony
- Huszka Jenő – Martos Ferenc: Bob Herceg... A királynő
- Huszka Jenő – Martos Ferenc: Gül baba... Zulejka
- Huszka Jenő – Szilágyi László: Mária főhadnagy... Simonichné; Hercegné, Julis
- Vaszary János: A vörös bestia... Lambertné
- Geoffrey Chaucer: Canterbury mesék... Priorissza, apáca-főnökasszony, később Molnárné
- Ken Ludwig: Botrány az operában... Júlia (Operabarátok Köre)
- Gádor Béla – Tasnádi István: Othello Gyulaházán... Margó (a gazdasági osztály vezetője)
- Fenyő Miklós – Tasnádi István: Made in Hungária... Egy lakó
- Hamvai Kornél: Szigliget... További elvtársak
- Walter Bobbie – Tom Snow – Dean Pitchford: Footloose... Barbie Blast (a Burger Barbie tulajdonosa)
- Benedek Elek: Sómese... Sóanyó  (Griff Bábszínház)
- László Miklós: Illatszertár... 1. Hölgy
- Richard Rodgers – Oscar Hammerstein – Howard Lindsay - Russel Crouse: A muzsika hangja... Frau Schmidt, a házvezetőnő
- Jaroslav Hašek – Spiró György: Svejk... Palivecné (Báróné)
- Zerkovitz Béla – Szilágyi László: Csókos asszony... további szereplő
- Turbuly Lilla: Nekünk nyolc?... Annus néni
- Kálmán Imre: Csárdáskirálynő... Cecília
- Polcz Alaine: Asszony a fronton... Asszony
- Eisemann Mihály – Szilágyi László: Én és a kisöcsém... Madam Fini
- Molnár Ferenc – Kocsák Tibor – Miklós Tibor: A vörös malom... Etel, a felesége
- Molnár Ferenc: A doktor úr... Marosiné
- Molnár Ferenc: Lilion... Hollunderné
- Ray Cooney: Család ellen nincs orvosság... Főnővér
- Ray Cooney – John Chapman: Kölcsönlakás... Miss Cook
- Hunyady Sándor – Márkus Alfréd: Lovagias ügy... Nagymama (Kvártélyház Szabadtéri Színház)
- Mikszáth Kálmán: Szent Péter esernyője... Glogovai parasztasszony
- Jókai Mór – Böhm György – Korcsmáros György – Tolcsvay Béla – Tolcsvay László: A kőszívű ember fiai... Regina nővér
- Dés László – Nemes István – Koltai Róbert – Nógrádi Gábor: Sose halunk meg... Deutch néni
- Szakcsi Lakatos Béla – Csemer Géza: Cigánykerék... Rácz Jozsóné
- Rákosi Viktor – Nemlaha György: Elnémult harangok... Sára néni
- Szüle Mihály – Harmath Imre – Walter László: Egy bolond százat csinál... Marie
- Bacsó Péter – Hamvai Kornél: A tanú... Szabónő
- Mikszáth Kálmán: A Noszty fiú esete Tóth Marival... Répásiné; Trafikosnő
- Hunyady Sándor: A három sárkány... Katalin
- Thomas Meehan – Charles Strouse: Annie, a kis árva... Mrs. Pugh
- Eric Toledano – Olivier Nakache – Molnár Anna – Perczel Enikő – Szabó Máté: Életrevalók... Driss anyja
- Robert Thomas: Nyolc nő... Chanel asszony, nevelőnő

## Filmek, TV
- Sándor, József, Benedek
- Kutyánszky Kázmér, a versíró kutya (1987)...Bözse néni
- Margarétás dal (1989)
- Kisváros (sorozat) Középkori játékok című rész (1997)
- Kányadombi indiánok (2011)
- Mikszáth Kálmán: Szent Péter esernyője (színházi előadás tv-felvétele) (2017)

## Jelmeztervezés
- Peter Shaffer: Equus (Hevesi Sándor Színház)

## Díjai, elismerései
- Forgács gyűrű (1997)
- Gobbi Hilda-díj (2018)[5]
- A Hevesi Sándor Színház örökös tagja (2022)[6]